# 297. strelska divizija (ZSSR)
297. strelska divizija (izvirno rusko 297. стрелковая дивизия; kratica 297. SD) je bila strelska divizija Rdeče armade v času druge svetovne vojne.

## Zgodovina
Divizija je bila ustanovljena julija 1941.